# Lili Taylor
Lili Anne Taylor (Glencoe, 1967. február 20. –) amerikai színésznő.
Elsőként mellékszerepléseivel tűnt ki olyan filmekben, mint a Mystic Pizza (1988) és a Mondhatsz akármit (1989). Az 1990-es évek folyamán független filmekben szerepelt – Szelíd angyal (1990), Rövidre vágva (1993), Menekülés a pokolból (1995), Én lőttem le Andy Warholt (1996) – eközben mainstream filmekben is feltűnt: Mindent a győzelemért! (1993), Váltságdíj (1996), Az átok (1999). 
A 2000-es évektől egyebek mellett feltűnt a Pop, csajok satöbbi (2000), a Brooklyn mélyén (2009), a Mocsokváros utcáin (2012), a Démonok között (2013) és a Bőrpofa (2017) című filmekben. 
Szerepelt az Emberi tényező (2013–2014) és a Hemlock Grove (2013–2014) sorozatokban. A Bűnök és előítéletek (2015–2017) című drámasorozattal Primetime Emmy-díjra jelölték. Az X-akták (1998) és a Sírhant művek (2002–2005) szereplőjeként egy-egy további jelölést kapott a díjra.

## Fiatalkora és tanulmányai
1967. február 20-án született az Illinois állambeli Glencoe-ban, Chicago északi külvárosában, Marie (születési nevén Lecour) és George Park Taylor művész, valamint barkácsboltos gyermekeként. A Winnetka-i New Trier High Schoolban végzett 1985-ben. Ezt követően a DePaul University Theatre Schoolba járt, mielőtt kizárták volna a színészképzésből, majd a Piven Theatre Workshopban tanult.

## Magánélete
1997 májusában korábbi barátját, Michael Rapaport színészt letartóztatták Taylor zaklatása miatt, és kétrendbeli súlyos testi sértéssel vádolták meg. Bűnösnek vallotta magát. A New York-i Legfelsőbb Bíróság bírája, Arlene Goldberg távoltartási végzést írt elő, amelyben megtiltotta, hogy kapcsolatba lépjen Taylorral, és kötelezte a tanácsadáson való részvételét.
2009-ben hozzáment Nick Flynn íróhoz. Lányuk, Maeve 2008-ban született.
A természetvédelmi ügyek aktivistája, különösen a madarakkal kapcsolatos témákban, tagja az American Birding Association és a National Audubon Society vezetőségének. Az 1990-es évek elején Lili mutatta be egymásnak Louise Postot és Nina Gordont, a Veruca Salt alternatív zenekar későbbi alapító tagjait.

## Filmográfia

### Film
| Év   | Magyar cím                         | Eredeti cím                        | Szerep                    | Magyar hang        |
| ---- | ---------------------------------- | ---------------------------------- | ------------------------- | ------------------ |
| 1988 | Drágám, terhes vagyok!             | She's Having a Baby                | O. Palmer labortechnikus  |                    |
| 1988 | Mystic Pizza                       | Mystic Pizza                       | Josefina "Jojo" Barbosa   | Prókai Annamária   |
| 1988 | Mystic Pizza                       | Mystic Pizza                       | Josefina "Jojo" Barbosa   | Kiss Eszter        |
| 1988 | Mystic Pizza                       | Mystic Pizza                       | Josefina "Jojo" Barbosa   | Dögei Éva          |
| 1989 | Mondhatsz akármit                  | Say Anything...                    | Corey Flood               | Zakariás Éva       |
| 1989 | Mondhatsz akármit                  | Say Anything...                    | Corey Flood               | Zsigmond Tamara    |
| 1989 | Született július 4-én              | Born on the Fourth of July         | Jamie Wilson – Georgia    |                    |
| 1990 | Szelíd angyal                      | Bright Angel                       | Lucy                      | Riha Zsófi         |
| 1991 | Kié a csúnyább?                    | Dogfight                           | Rose                      | Nemes Takách Kata  |
| 1993 | Arizonai álmodozók                 | Arizona Dream                      | Grace Stalker             | Zakariás Éva       |
| 1993 | Arizonai álmodozók                 | Arizona Dream                      | Grace Stalker             | Sallai Nóra        |
| 1993 | Arizonai álmodozók                 | Arizona Dream                      | Grace Stalker             | Nemes Takách Kata  |
| 1993 | Légy résen!                        | Watch It                           | Brenda                    | Détár Enikő        |
| 1993 | Rövidre vágva                      | Short Cuts                         | Honey Bush                | Timkó Eszter       |
| 1993 |                                    | Household Saints                   | Teresa Carmela Santangelo |                    |
| 1993 | Mindent a győzelemért!             | Rudy                               | Sherry                    | Zakariás Éva       |
| 1994 |                                    | Touch Base (rövidfilm)             | Darcy Winningham          |                    |
| 1994 | Mrs. Parker és az ördögi kör       | Mrs. Parker and the Vicious Circle | Edna Ferber               |                    |
| 1994 | Pret-a-porter – Divatdiktátorok    | Prêt-à-Porter                      | Fiona Ulrich              | Kocsis Judit       |
| 1995 | Menekülés a pokolból               | The Addiction                      | Kathleen Conklin          |                    |
| 1995 | Hidegláz                           | Á köldum klaka                     | Jill                      | Murányi Tünde      |
| 1995 | Négy szoba                         | Four Rooms                         | Raven                     | Tátrai Zita        |
| 1995 | Killer: Egy sorozatgyilkos naplója | Killer: A Journal of Murder        | nő a beszélőn             |                    |
| 1996 |                                    | Plain Pleasures (rövidfilm)        | ismeretlen szerep         |                    |
| 1996 |                                    | Girls Town                         | Patti Lucci               |                    |
| 1996 | Én lőttem le Andy Warholt          | I Shot Andy Warhol                 | Valerie Solanas           |                    |
| 1996 | Amit sohasem mondtam el neked      | Cosas que nunca te dije            | Ann                       |                    |
| 1996 |                                    | Illtown                            | Micky                     |                    |
| 1996 | Váltságdíj                         | Ransom                             | Maris Conner              | Madarász Éva       |
| 1997 |                                    | Kicked in the Head                 | 'Happy'                   |                    |
| 1998 |                                    | OK Garage                          | Rachel                    |                    |
| 1998 | Hajó, ha nem jó                    | The Impostors                      | Lily 'Lil'                | Kisfalvi Krisztina |
| 1998 |                                    | Come to (rövidfilm)                | Angela                    |                    |
| 1998 | Kuki                               | Pecker                             | Rorey Wheeler             | Timkó Eszter       |
| 1999 |                                    | A Slipping-Down Life               | Evie Decker               |                    |
| 1999 | Az átok                            | The Haunting                       | Eleanor "Nell" Vance      | Antal Olga         |
| 2000 | Pop, csajok, satöbbi               | High Fidelity                      | Sarah Kendrew             | Horváth Lili       |
| 2001 |                                    | Julie Johnson                      | Julie Johnson             |                    |
| 2001 | Galiba a Gaudi házban              | Gaudi Afternoon                    | Ben                       | Kiss Eszter        |
| 2003 | A senki gyermekei                  | Casa de los Babys                  | Leslie                    |                    |
| 2005 | Tótumfaktum                        | Factotum                           | Jan                       | Szórádi Erika      |
| 2005 | Az első szexikon                   | The Notorious Bettie Page          | Paula Klaw                |                    |
| 2007 |                                    | Starting Out in the Evening        | Ariel Schiller            |                    |
| 2007 | Én a helyedben                     | Si j'étais toi                     | Hannah Marris             |                    |
| 2008 | Az előléptetés                     | The Promotion                      | Lori Wehlner              | Zakariás Éva       |
| 2009 |                                    | Tired of Being Funny (rövidfilm)   | Lee                       |                    |
| 2009 | Brooklyn mélyén                    | Brooklyn's Finest                  | Angela Procida            | Zakariás Éva       |
| 2009 | Közellenségek                      | Public Enemies                     | Lillian Holley seriff     |                    |
| 2011 |                                    | The Pier                           | Grace Ross                |                    |
| 2012 |                                    | About Cherry                       | Phyllis                   |                    |
| 2012 | Mocsokváros utcáin                 | Being Flynn                        | Joy                       |                    |
| 2012 | A futár                            | The Courier                        | Mrs. Capo                 | Zakariás Éva       |
| 2012 | Milyen jövő vár?                   | Future Weather                     | Ms. Markovi               | Pálfi Kata         |
| 2013 |                                    | The Cold Lands                     | Nicole                    |                    |
| 2013 | Démonok között                     | The Conjuring                      | Carolyn Perron            | Kisfalvi Krisztina |
| 2013 | Vérkötelék                         | Blood Ties                         | Marie Pierzynski          | Román Judit        |
| 2015 | Az útvesztő: Tűzpróba              | Maze Runner: The Scorch Trials     | Dr. Mary Cooper           | Kovács Patrícia    |
| 2015 |                                    | A Woman Like Me (dokumentumfilm)   | Anna Seashell             |                    |
| 2017 | To the Bone                        | To the Bone                        | Judy                      |                    |
| 2017 | Bőrpofa                            | Leatherface                        | Verna Sawyer-Carson       | Zakariás Éva       |
| 2019 | Eli                                | Eli                                | Dr. Isabella Horn         |                    |
| 2020 |                                    | The Evening Hour                   | Ruby Freeman              |                    |
| 2020 | Papírpókok                         | Paper Spiders                      | Dawn                      |                    |
| 2021 |                                    | The Winter House                   | Eileen                    |                    |
| 2023 |                                    | There There                        | egyéjszakás kaland        |                    |
| 2025 | A félelem utcája: A bálkirálynő    | Fear Street: Prom Queen            | Dolores Brekenridge       | Zakariás Éva       |

### Televízió
| Év        | Magyar cím                               | Eredeti cím                               | Szerep                                         | Megjegyzések                                             |
| --------- | ---------------------------------------- | ----------------------------------------- | ---------------------------------------------- | -------------------------------------------------------- |
| 1986      |                                          | Crime Story                               | pincérnő                                       | 1 epizód                                                 |
| 1987      |                                          | Night of Courage                          | Marina                                         | tévéfilm                                                 |
| 1990      |                                          | Monsters                                  | Jamie Neal                                     | 1 epizód                                                 |
| 1990      |                                          | American Playhouse                        | fiatalabb Marianne                             | 1 epizód                                                 |
| 1990      | Kémek családja                           | Family of Spies                           | Laura Walker                                   | minisorozat (2 epizód)                                   |
| 1997      |                                          | SUBWAYStories: Tales from the Underground | Belinda                                        | tévéfilm                                                 |
| 1997–1998 | Megőrülök érted                          | Mad About You                             | Arley                                          | 2 epizód                                                 |
| 1998      | X-akták                                  | The X-Files                               | Marty Glenn                                    | 1 epizód (Lelki szemek)                                  |
| 2000–2001 |                                          | Deadline                                  | Hildy Baker                                    | 13 epizód                                                |
| 2001      | Anne Frank igaz története                | Anne Frank: The Whole Story               | Miep Gies                                      | - minisorozat (2 epizód) - magyar hangja: - Rudolf Teréz |
| 2002      | Élőben Bagdadból                         | Live from Baghdad                         | Judy Parker                                    | - tévéfilm - magyar hangja: - Simon Mari                 |
| 2002–2005 | Sírhant művek                            | Six Feet Under                            | Lisa Kimmel Fisher                             | 25 epizód                                                |
| 2003      |                                          | Penguins Behind Bars                      | Doris Fairfeather (hangja)                     | tévéfilm                                                 |
| 2007      |                                          | State of Mind                             | Ann Bellows, M.D.                              | 8 epizód                                                 |
| 2010      | A férjem védelmében                      | The Good Wife                             | Donna Seabrook                                 | 1 epizód                                                 |
| 2013–2014 | Hemlock Grove                            | Hemlock Grove                             | Lynda Rumancek                                 | 11 epizód                                                |
| 2013–2014 | Emberi tényező                           | Almost Human                              | Sandra Maldonado százados                      | - 13 epizód - magyar hangja: - Hegyi Barbara             |
| 2014      | Gotham                                   | Gotham                                    | Patti                                          | 1 epizód                                                 |
| 2015      | Esküdt ellenségek: Különleges ügyosztály | Law & Order: Special Victims Unit         | Martha Thornhill                               | 2 epizód                                                 |
| 2015–2017 | Bűnök és előítéletek                     | American Crime                            | Nancy Straumberg / Anne Blaine / Claire Coates | 21 epizód                                                |
| 2019      | Kamrák                                   | Chambers                                  | Ruth Pezim                                     | 7 epizód                                                 |
| 2020      | Perry Mason                              | Perry Mason                               | Birdy McKeegan                                 | - 7 epizód - magyar hangja: - Bognár Gyöngyvér           |
| 2022      | Odakinn                                  | Outer Range                               | Cecilia Abbott                                 | 8 epizód                                                 |

## Fordítás
- Ez a szócikk részben vagy egészben  a   Lili Taylor című angol Wikipédia-szócikk ezen változatának fordításán alapul.  Az eredeti cikk szerkesztőit annak laptörténete sorolja fel. Ez a jelzés csupán a megfogalmazás eredetét és a szerzői jogokat jelzi, nem szolgál a cikkben szereplő információk forrásmegjelöléseként.